# MarieMarie

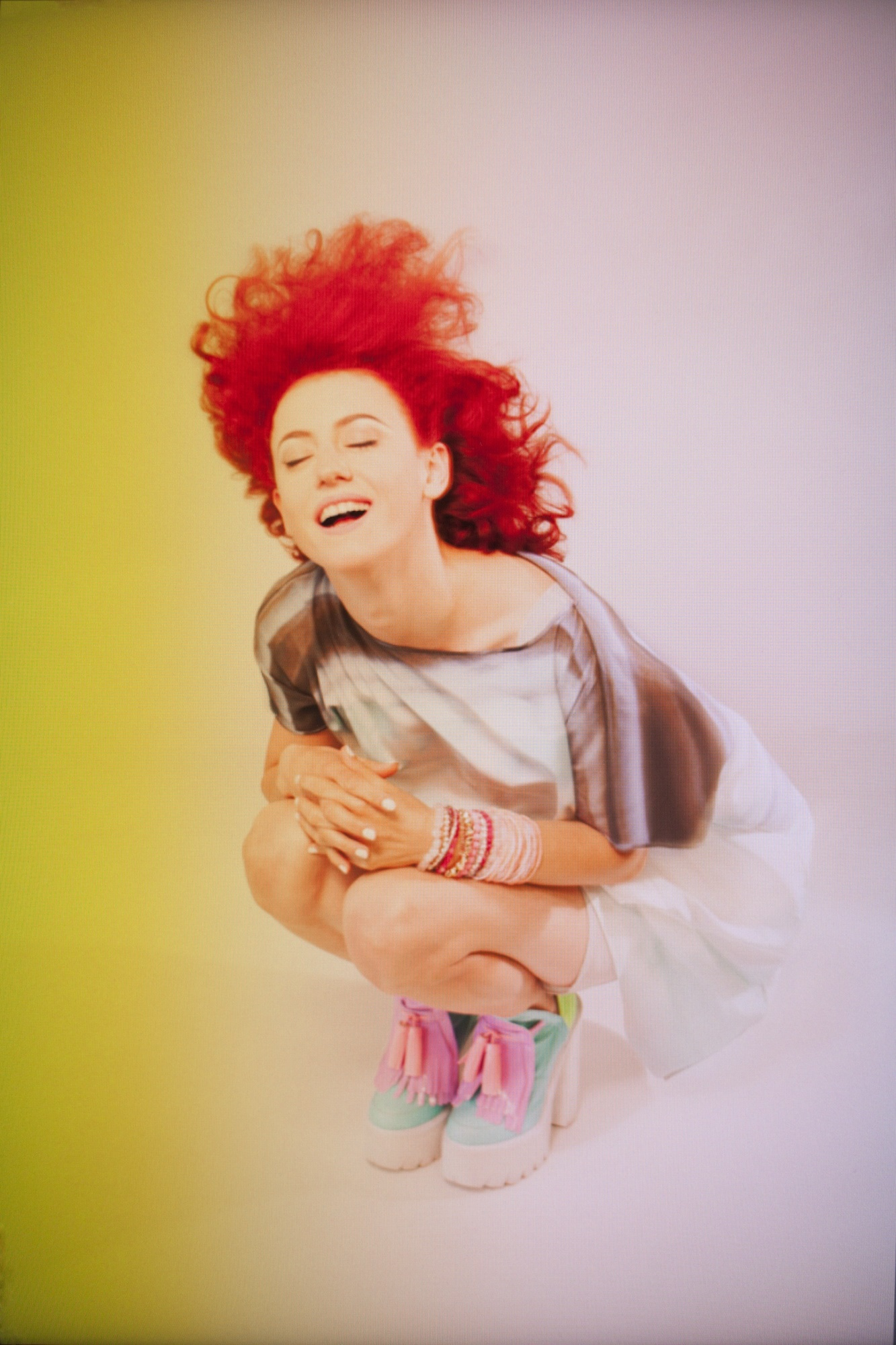
MarieMarie 2015

MarieMarie, bürgerlich Maria Scheiblhuber (* 1984 in Bobingen), ist eine deutsche Sängerin, Musikproduzentin, Komponistin, Songwriterin und Instrumentalistin (Harfe und Klavier) mit einem breiten Interesse an unterschiedlichen Arten von Musik, unter anderem Popmusik, Elektronische Musik, Hip-Hop, Alternative Rock, Jazz, Folk-Musik und Klassischer Musik. Als MarieMarie kreierte sie den Begriff „Folktronic-Pop“ der in der Folk-Tradition wurzelt und sich in Richtung Elektropop hin ausrichtet. Dafür stand ihr Debüt-Album Dream Machine (2014).

## Leben
MarieMarie wuchs in Friedberg bei Augsburg auf. Im Kindesalter begann sie mit dem Harfenspiel. Die Musikerin trat von klein auf in verschiedenen Instrumentalensembles und Schulbands auf, so z. B. mit Age Of Harp. Mit 15 begann sie erste Songs zu schreiben. Unter ihrem bürgerlichen Namen spielte sie eine der beiden Harfen für das Ärzte-Album Unplugged – Rock ’n’ Roll Realschule (2002). Nachdem sie 2004 ihr Abitur abgelegt hatte, nahm sie 2006/2007 als Stipendiatin am Berklee College of Music in Boston Harfenunterricht bei Felice Pomeranz. 2007 kehrte sie nach Deutschland zurück. Dort spielte sie als Singer-Songwriterin in einer Vielzahl von Clubs und Bars, trat 2008 unter dem Pseudonym „Kitty Royale“ auf und spielte mit dem „Kitty Royale Trio“ bei der Eröffnung der Salzburger Festspiele. 2007–2010 war sie Stipendiatin der Yehudi Menuhin Live Music Now-Stiftung. In dieser Zeit nahm sie unter anderem mit Musikern wie Chester Thompson oder Peter Weihe auf, bis sie 2012 mit dem Künstlernamen MarieMarie bei Universal Music unter Vertrag genommen wurde.
2014 nahm sie mit den Titeln Cotton Candy Hurricane und Candy Jar am deutschen Vorentscheid zum Eurovision Song Contest in Kopenhagen teil und erreichte dort die zweite Runde der besten vier.

## Karriere
2009–2015 tourte sie unter dem Alias MarieMarie durch ganz Deutschland und war unter anderem Support von Bryan Ferry und den Pet Shop Boys in München.